# 巴西航空工业E系列

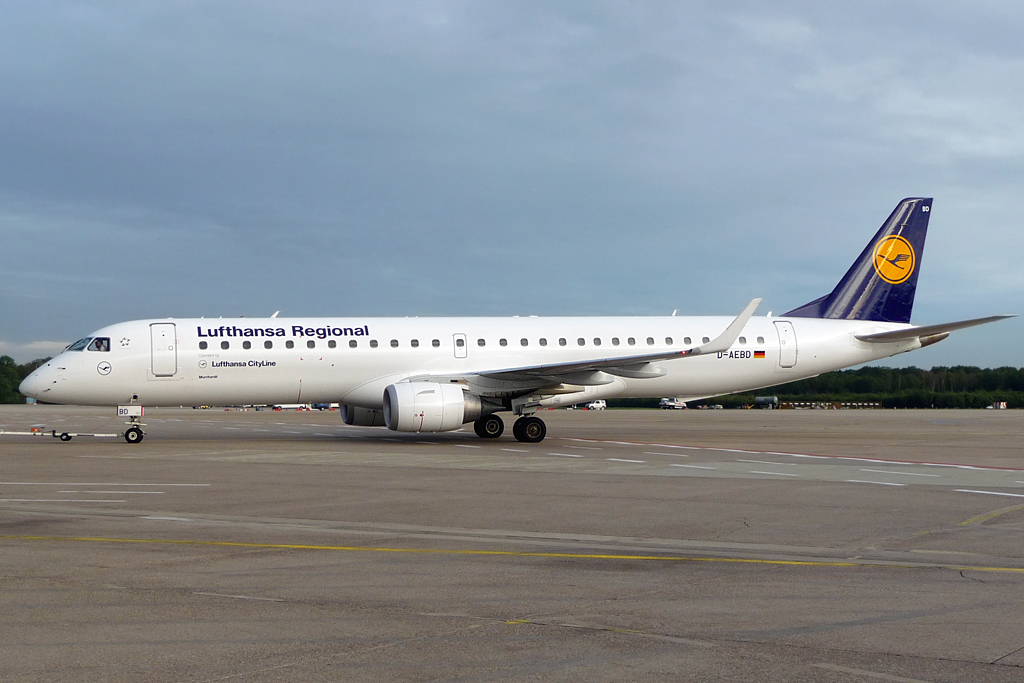
漢莎區域航空的E195LR

巴西航空工業E系列（英語：Embraer E-Jet）是巴西航空工业公司在二十一世纪开发生產的支線噴射客機型號系列，于2003年首次投入營運。该系列由四款机型组成，瞄準80人左右級距的市場，後來又推出100座以上的加長機型，分別是E170（70-80座）、E175（78-88座）、E190（98-114座）和E195（108-122座）。
E系列飛機採用了許多新式設計如雙氣泡形機艙、EFIS航電、美國通用電氣的發動機等，在設計過程中採用虛擬現實輔助設計工作，是世界上第一款以虛擬現實輔助設計工作的客機。目前巴西航空工業公司接到超過1551架E系列飞机的訂單，超過650架飞机投入營運，累计飞行时间超过440万小时。公司在全球的E-系列机队平均每天的利用率达到7.13飞行小时，最新的签派可靠性和任务完成率分别达到99.23%和99.86%。
本系列飛機主要競爭對手為龐巴迪宇航生產的CRJ700系列客機。更新發動機和機翼的巴西航空工業E2系列已於2018年投入營運。但直到2023年，美国支线航司因为E175-E2不符合规模条款要求，仍在购买第一代E175，该型号亦成为唯一在产的旧E系列客機机型。

## 背景

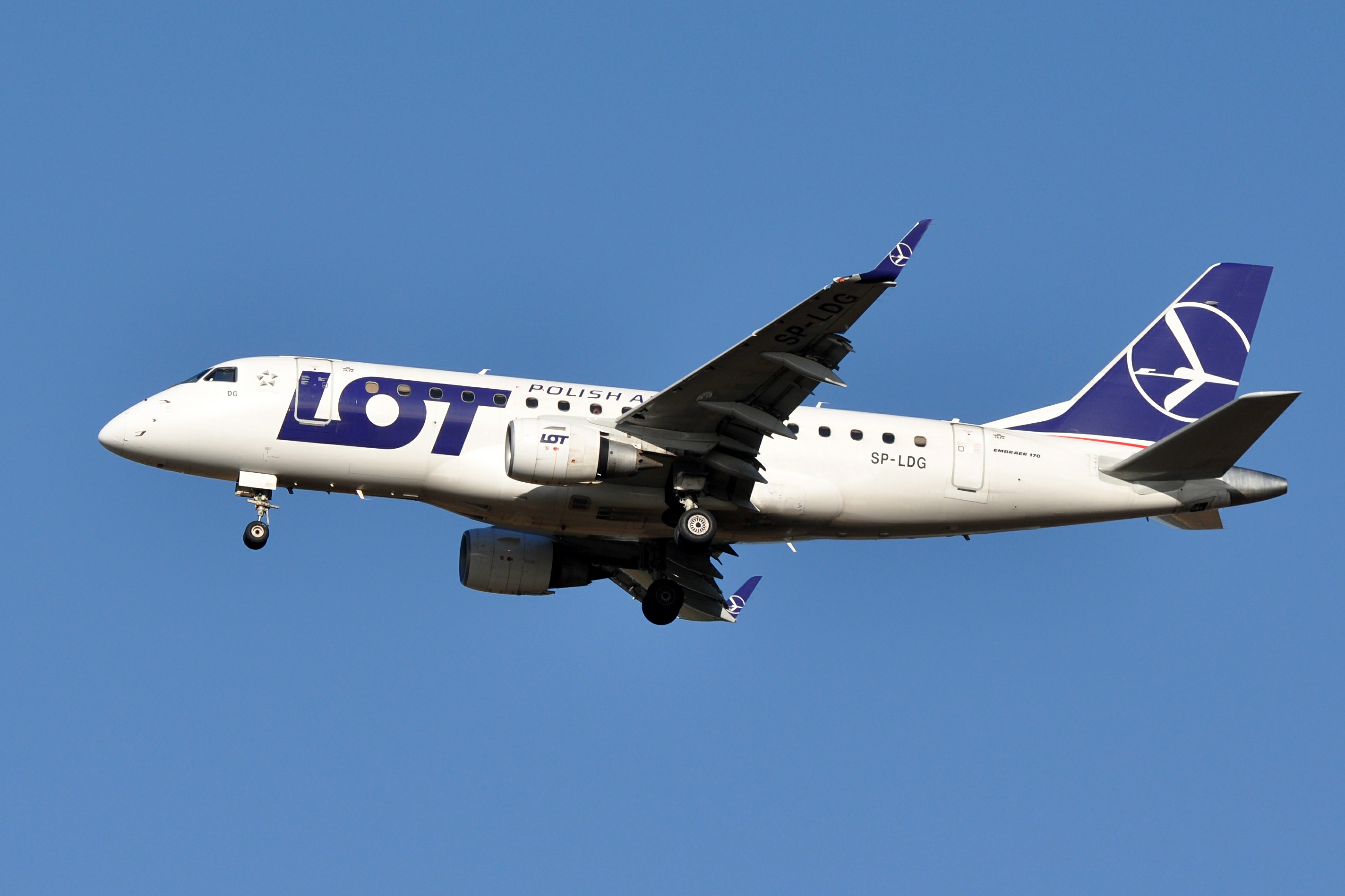
波蘭航空的E170

由於巴西航空工业公司在1990年代曾經陷入財政困難時期，它為新支線飛機計劃與世界多家航空工業機構達成合作伙伴協議，當中大部份都曾經和巴西航空工业公司在開發50座級客機上合作，並建立起良好關係。該合作伙伴協議包括共同承擔風險和合作開發和合作生產新支線客機的零件。
巴西航空工业公司於1999年的巴黎航空展首次發佈E170及E190計劃，是ERJ-145系列的改良、擴寬及加長版，也彌補了巴西航空工業的客機在70-100座級上的空缺。
E喷气系列，E字代表：
- 高效率（Efficiency）：能於小型機場進行升降；航空公司能因應市場需求而靈活調動飛機。
- 經濟性（Economics）：減低在機場停留的時間，降低維護、營運成本及耗油量。
- 工程學（Engineering）：新的技術應用在飛機上，包括電傳操縱及小翼。
- 人机工程學（Ergonomics）：新的機身設計，使乘客在機艙中有更多空間可供走動。
- 巴西航空工业公司（Embraer）：公司葡萄牙文名稱的首個字母E。

## 設計

### 設計過程
巴西航空工業公司首次在民航界中利用虛擬現實的技術進行機內的組件佈置的設計。利用電腦立體模型，協助工程師在虛擬的環境下進行飛機內部來安裝各種零件和管線的配置，減少在生產時遇到的麻煩，以增加飛機的效率，而航空公司也能夠在飛機設計中了解飛機內部的空間、座位和配置。

### 客艙
E喷气系列採用雙氣泡形機艙，即是由兩個軸心和半徑不同的圓形相交而成，交匯處就是以客艙的地板來分隔。這種設計更具效率，浪費的空間較少。不過此設計就好像把機艙上下拉長，機艙寬度自然減少，因此每行不可能設置超過4張座椅。除此之外，乘客放置行李的空間亦有所增加，與載客量相若的客機相比，E-喷气系列讓每位乘客多放近三分之一的手提行李，同時E-喷气系列的設計也能確保乘客夠獨自擁有一個完整的窗戶。

### 駕駛艙
E喷气系列操作方式，除了副翼，其它的是以电傳操縱方式操作，航電和駕車艙由美國著名航電系統生產商霍尼韋爾提供，而飛行數據則由5台LCD顯示器中以數據和圖像方式顯示。而機上的兩台發動機也是全權由數位發動機控制電腦系統管理，控制發動機的反應速度和燃油使用效率。

### 外部設計
E喷气系列並不是採用ERJ-145系列的T型尾翼，而是採用了主流噴射機一般所用的主翼下掛發動機的低翼式設計，減低發動機對客艙造成的噪音。至於主翼的設計上，則在主翼加上了小翼，以減低飛行時所遇的阻力，節省燃料。

### 發動機
E喷气系列採用通用電氣公司提供的CF34系列渦輪扇發動機，推力達62.28千牛頓力至82.29千牛頓力。

## 型號

### E喷气系列

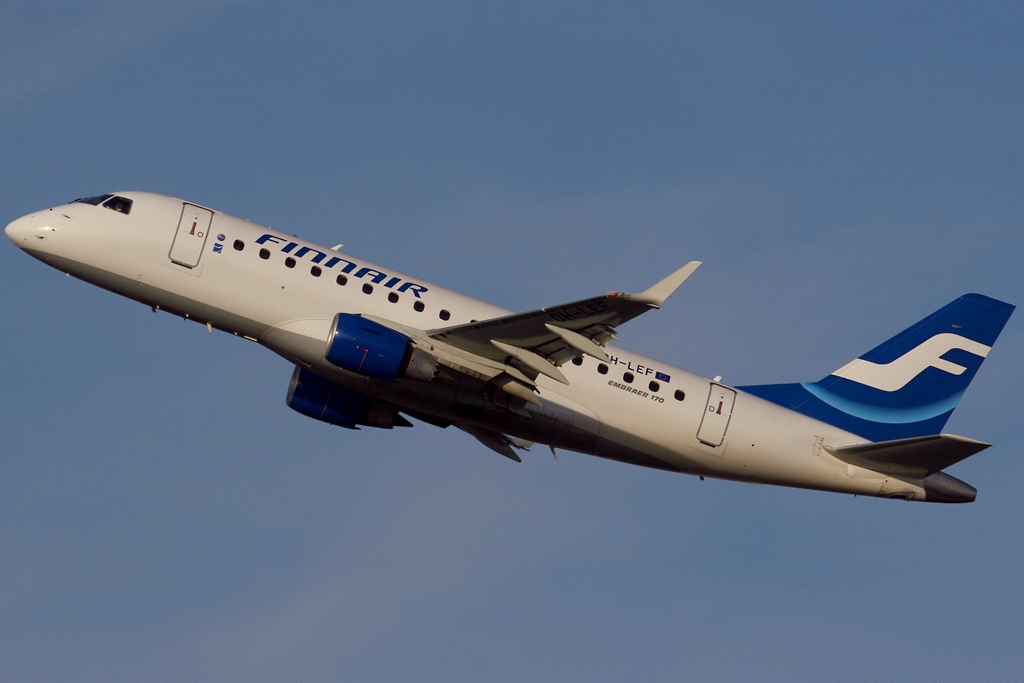
一架隸屬於芬蘭航空的E170-100LR。2006年時攝於德國杜塞道夫國際機場。

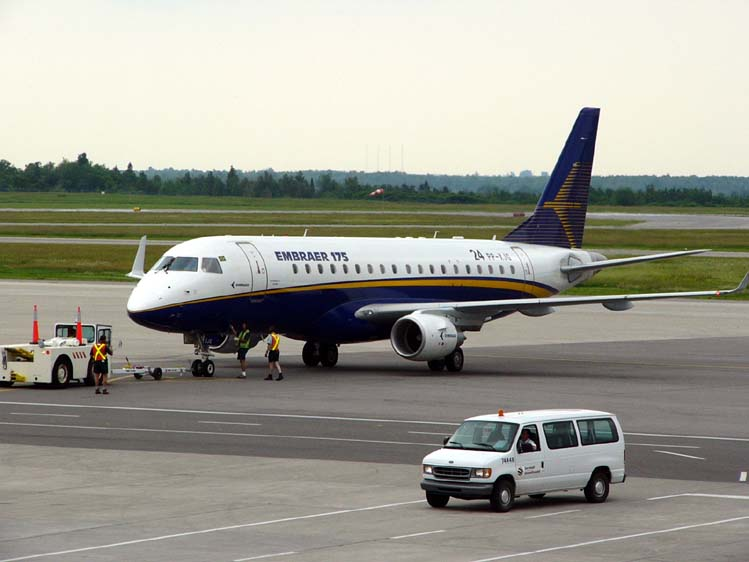
渥太華國際機場的E175

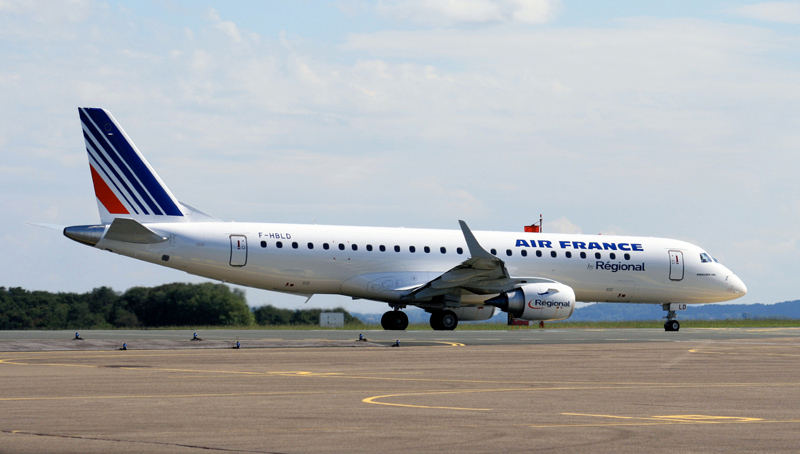
法國航空的E190

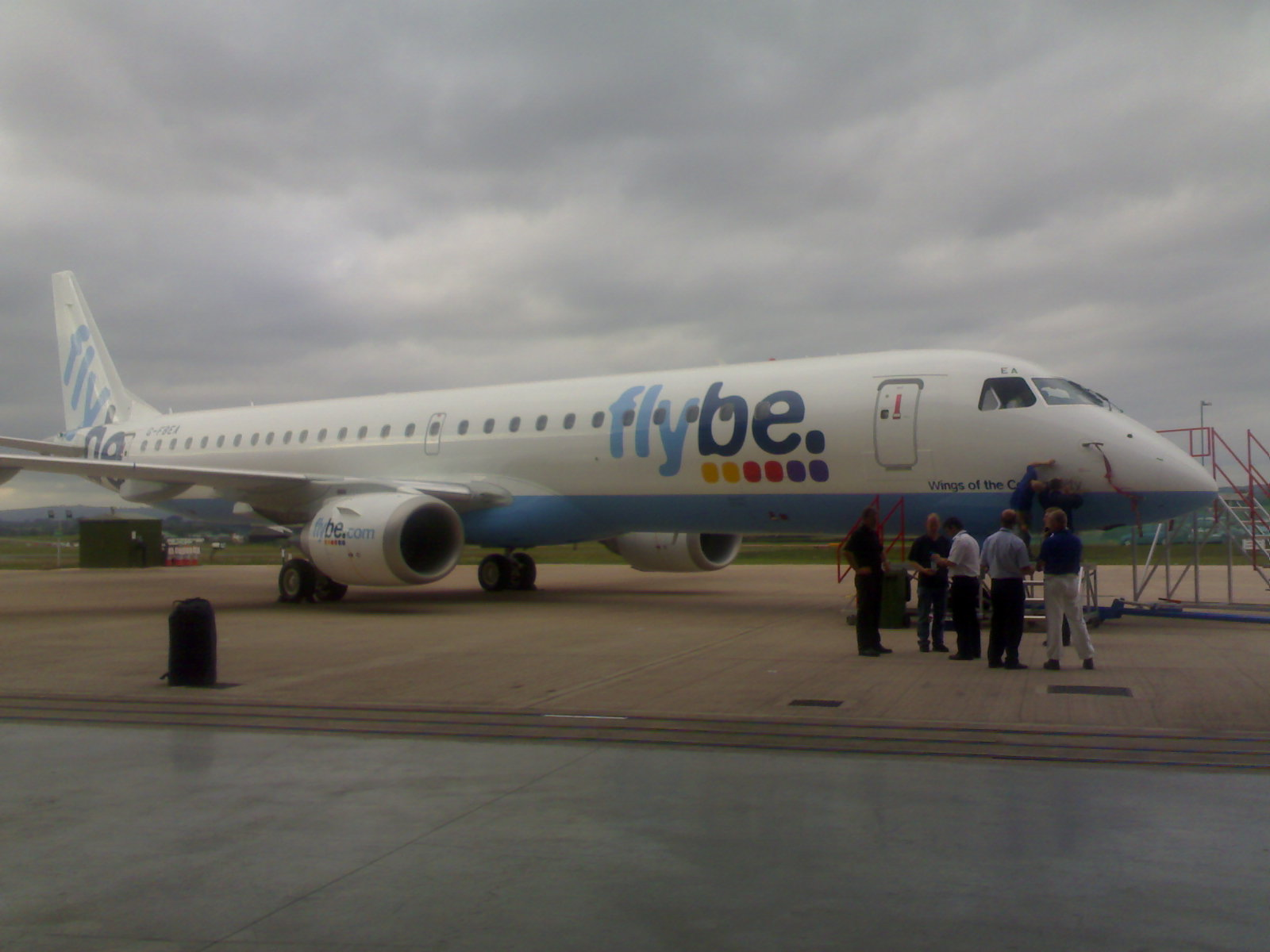
Flybe的E195

巴西航空工業公司於1999年2月向外界公佈主攻70-120座市場的E170和E190支線噴射客機的開發計劃。同年6月，巴西航空工業公司在法國巴黎航空展中公佈得到首個來自十字航空的15架E170的定單。
經過3年的開發設計，首架E170於2001年出廠，把飛機命名為Embraer 170，以區別以往的Embraer飛機，但業界稱呼此機為E-170。該飛機於2002年試飛，共製作了6架原型機作飛行測試，在2004年取得適航証書，於同年3月開始交付給波蘭航空。

### E170
E170採用CF34-8E型發動機，採用了翼下吊掛發動機的設計，而非過往把發動機放在機身尾端。E170的飛行控制是利用電腦电傳操縱方式，加上EFIS飛控系統。客艙方面，採用2+2方式，廢除不受歡迎的中間位，最高載客量可達78人，而且設有兩組登機門和前後共兩個洗手間以及備餐處。

### E175
在巴西航空工業最初於1999年公佈的開發計劃中，這個日後被稱為E-jets的支線客機家族成員只有E170和E190兩款。在巴西航空工業展開其開發工作後，很快發現這兩款機型並不足以滿足市場的需要，在70座和90座之間，存在著中間載客量的需要，於是便在E170的基礎上開發了78座的E175。E175和原來的E170的發動機、翼展等基本規格相同，與E170的共通性達95%，主要分別在機身長度比原來的長了1.68公尺，可以增加兩排座位，而E170航程為3334公里。E175在2003年6月14日試飛，在2004年取得適航證，於2005年交付。E175設有加長航程型的170LR及175LR，使航程增加至3889公里。

### E190
E190是170型的加長版本，採用推力更大的引擎、更強大的起落架及更大的機翼，載客量提高至104人，航程為3334公里。E190的機身橫切面同樣寬3.01公尺，但機體延長了6.34公尺以便容納更多乘客。E190的尾翼形狀和E170/175也有別分別。由於載客量增加，需要更大的升力，因此主翼翼展比170/175長2.72公尺。E-Jets家族的設計原則是讓營運者可以有效控制成本，E170和190有89%的共通性，讓航空公司有需要時將170/175機隊擴充至E190時仍可以將額外的成本支出減至最低。客艙設計上，E190保留了兩組登機門，在機翼上方增加了逃生門，而座位排列方面採用2+2形成，廢除了不受歡迎的中間位。 E190在2004年3月12日試飛，2005年9月2日取得適航證。設有加長航程的LR型，使航程增加至4260公里，是整個系列中航程最遠的型號。

### E195
195型是190型的加長版、最大飛起重量達50790公斤、機身加長了2.41公尺，是整個系列中機身最長的型號，而載客量則達118人，比空中巴士A318在單一座艙級別下多出一席，而E195價格和營運成本都比A318為低。E195大部份規格均和E190相同，如翼展、機身闊度、垂直尾翼的設計等，而兩個型號都同樣地擁有前後共兩組登機門、備餐處和洗手間。因為載客量增加了，E195相比E170/175，E195的機翼上多了一個逃生機門。E195和190一樣採用通用電氣的CF34系列中推力最大的CF34-10E渦扇發動機。E-195的首飛是在2004年12月7日完成。E195設有加長航程的LR型，航程增加至3334公里。

### Lineage 1000
Lineage 1000是E190的公務機版本，於2006年投產。它增加了一個油箱，航程增加至7800公里，最大起飛重量增加至55000kg，載客量為19人。相比其它公務機，它的特點是擁有更長更寬闊的機身。

## 規格[4]
| E-jets系列規格             | E170                                                                                   | E175                                                                               | E190                                                                                  | E195                                                                                     |
| -------------------------- | -------------------------------------------------------------------------------------- | ---------------------------------------------------------------------------------- | ------------------------------------------------------------------------------------- | ---------------------------------------------------------------------------------------- |
| 飛行員數目                 | 2                                                                                      | 2                                                                                  | 2                                                                                     | 2                                                                                        |
| 載客量                     | 80（全經濟，座距29-30吋） 78（全經濟，座距30-31吋） 70（全經濟，座距32吋） 70（2等式） | 88（全經濟，座距30吋） 86（全經濟，座距31吋） 78（全經濟，座距32吋） 78（2等式）   | 114（全經濟，座距29-30吋） 106（全經濟，座距31吋） 98（全經濟，座距32吋） 94（2等式） | 122（全經濟，座距30-31吋） 118（全經濟，座距31吋） 108（全經濟，座距32吋） 106 （2等式） |
| 長度                       | 29.90公尺 （98呎1吋）                                                                  | 31.68公尺 （103呎11吋）                                                            | 36.24公尺 （118呎11吋）                                                               | 38.65公尺 （126呎10吋）                                                                  |
| 翼展                       | 26公尺 （85呎4吋）                                                                     | 26公尺 （85呎4吋）                                                                 | 28.72公尺 （94呎3吋）                                                                 | 28.72公尺 （94呎3吋）                                                                    |
| 高度                       | 9.67公尺 （32呎4吋）                                                                   | 9.67公尺 （32呎4吋）                                                               | 10.28公尺 （34呎7吋）                                                                 | 10.28公尺 （34呎7吋）                                                                    |
| 空重                       | 21,140公斤 （46,508磅）                                                                | 21,810公斤 （47,982磅）                                                            | 28,080公斤 （61,776磅）                                                               | 28,970公斤 （63,734磅）                                                                  |
| 最大起飛重量               | 標準：35,990公斤（79,178磅） LR：37,200公斤（81,840磅） AR：38,600公斤（84,920磅）     | 標準：37,500公斤（82,500磅） LR：38,790公斤（85,338磅） AR：40,370公斤（88,814磅） | 標準：47,790公斤（105,138磅） LR：50,300公斤（110,660磅） AR：51,800公斤（113,960磅） | 標準：48,790公斤（107,338磅） LR：50,790公斤（111,738磅） AR：52,290公斤（115,038磅）    |
| 最高負重                   | 標準及LR：9,100公斤（20,020磅） AR：9,840公斤（21,648磅）                              | 標準及LR：10,080公斤（22,176磅） AR：10,360公斤（22,792磅）                        | 13,080公斤（28,776磅）                                                                | 13,650公斤（30,030磅）                                                                   |
| 最大起飛重量下起飛所需跑道 | 1,644公尺（5,394呎）                                                                   | 2,244公尺（7,362呎）                                                               | 2,056公尺（6,745呎）                                                                  | 2,179公尺（7,149呎）                                                                     |
| 發動機                     | 2×通用電氣CF34-8E 每台推力62.3千牛（13,800磅）                                         | 2×通用電氣CF34-8E 每台推力62.3千牛（13,800磅）                                     | 2×通用電氣CF34-10E 每台推力82.3千牛（18,500磅）                                       | 2×通用電氣CF34-10E 每台推力82.3千牛（18,500磅）                                          |
| 最高速度                   | 890公里／小時（481海里／小時、音速0.82）                                               | 890公里／小時（481海里／小時、音速0.82）                                           | 890公里／小時（481海里／小時、音速0.82）                                              | 890公里／小時（481海里／小時、音速0.82）                                                 |
| 續航距離                   | 標準：3,334公里（1,800海里） LR：3,889公里（2,100海里） AR：3,892公里（2,102海里）     | 標準：3,334公里（1,800海里） LR：3,889公里（2,100海里） AR：3,706公里（2,001海里） | 標準：3,334公里（1,800海里） LR：4,260公里（2,300海里） AR：4,448公里（2,402海里）    | 標準：2,593公里（1,400海里） LR：3,334公里（1,800海里） AR：4,077公里（2,201海里）       |
| 最高燃料容量               | 9,335升（2,466美式加侖）                                                               | 9,335升（2,466美式加侖）                                                           | 12,971升（3,427美式加侖）                                                             | 12,971升（3,427美式加侖）                                                                |
| 實用升限                   | 12,500公尺（41,000呎）                                                                 | 12,500公尺（41,000呎）                                                             | 12,500公尺（41,000呎）                                                                | 12,500公尺（41,000呎）                                                                   |
| 爬升率                     | 最高每分鐘3,500呎                                                                      | 最高每分鐘3,500呎                                                                  | 最高每分鐘3,500呎                                                                     | 最高每分鐘3,500呎                                                                        |
| 推力-重量比                | 0.42:1                                                                                 | 0.39:1                                                                             | 0.41:1                                                                                | 0.39:1                                                                                   |
| 機身及機艙橫切面           |                                                                                        |                                                                                    |                                                                                       |                                                                                          |
| 外闊                       | 3.01公尺（9呎11吋）                                                                    | 3.01公尺（9呎11吋）                                                                | 3.01公尺（9呎11吋）                                                                   | 3.01公尺（9呎11吋）                                                                      |
| 內闊                       | 2.74公尺（9呎）                                                                        | 2.74公尺（9呎）                                                                    | 2.74公尺（9呎）                                                                       | 2.74公尺（9呎）                                                                          |
| 外高                       | 3.35公尺（11呎）                                                                       | 3.35公尺（11呎）                                                                   | 3.35公尺（11呎）                                                                      | 3.35公尺（11呎）                                                                         |
| 內高                       | 2公尺（6呎7吋）                                                                        | 2公尺（6呎7吋）                                                                    | 2公尺（6呎7吋）                                                                       | 2公尺（6呎7吋）                                                                          |

## 重大事故

### 2010年河南航空8387号班机空难
2010年8月24日，北京时间22:10，一架由哈尔滨飞往伊春的河南航空（原鲲鹏航空）E190（注册号B-3130，航班号VD8387）在伊春空域坠毁，机上载有乘客91人，机组5人，共96人，已发现42具遗体，无人失踪。目前原因仍不明。现场气温较低，空气湿度大，有雾，能见度不超过300公尺。这是E喷气系列在全球范围内首次重大事故，也是中国大陆自2004年11月21日保持了5.75年的最高安全飞行记录后的首次重大飞行事故。

### 2013年LAM莫三比克航空470號班機空難
2013年11月29日，一架自莫三比克馬普托國際機場起飛，原定降落於安哥拉羅安達的二月四日國際機場的E190（LAM莫桑比克航空）在納米比亞坠毁。班機準時起飛，但未能順利抵達目的地，最終在11月30日時於納米比亞的巴布瓦塔國家公園境內發現殘骸，機上33人確定全數罹難。现场当时天气情况恶劣。但2013年12月的報告顯示，此空難可能為機長刻意造成，機長鎖住機艙不讓副駕駛進入，且無視於警告訊號。

### 2018年墨西哥连接航空2431号班机事故
2018年8月1日，墨西哥连接航空一架E190AR在杜兰戈机场起飞不久后就坠毁，随后发生了爆炸。事故中97名乘客4名机组人员中有85人受伤，所幸无人遇难。

### 阿塞拜疆航空8243号班机空难
阿塞拜疆航空8243号班机是一趟从亞塞拜然巴库飞往俄羅斯車臣格罗兹尼的定期国际客运航班，由阿塞拜疆航空运营。该航班于2024年12月25日在哈萨克的阿克套国际机场附近坠毁，机上共有67人。

## 外部連結
- 巴西航空工業公司 （页面存档备份，存于）
- EM-190座位图